# دونالد ستون
دونالد ستون (9 يناير 1927 - )  (بالإنجليزية: Donald Stone)‏ هو لاعب كريكت بريطاني.